# Twerska Szkoła Kawalerii
Twerska Szkoła Kawalerii (ros. Тверское кавалерийское училище) – uczelnia w Rosji, zlokalizowana w Twerze.

## Historia
Szkołę pod nazwą Twerska Szkoła Kawalerii Junkrów (Тверское кавалерийское юнкерское училище) sformowano 30 września 1865. Od 1910 nazwa szkoły to Twerska Szkoła Kawalerii (Тверское кавалерийское училище). Święto szkoły: 19 (6) grudnia. Szkoła posiadała na swym terenie cerkiew pw. św. Mikołaja Cudotwórcy z Miry, który został poświęcony w 1909 .
Pod względem formacji szkoła była eskadrą, pod względem edukacji posiadała dwie klasy: młodszą (ogólną) i starszą (specjalną). Nauka w szkole trwała 2 lata, w 1901 w celu podniesienia poziomu wyszkolenia przyszłych oficerów wydłużono ją do trzech lat (klasa ogólna, 1. i 2. specjalna), dlatego w 1903 absolwentów nie było. Wszystkie programy przedmiotów ogólnokształcących zostały rozszerzone w stosunku do programów szkół średnich, a programy prawie wszystkich przedmiotów wojskowych zrównano z programami szkół wojskowych. Ponadto wprowadzono nauczanie języków obcych dla chętnych .
W 1908 wprowadzono w szkole oddział wojskowy, w którym junkrzy kształceni byli według programu szkoły wojskowej z 2-letnim okresem nauki, jednocześnie wstrzymano przyjmowanie junkrów. 1 września 1910 szkoła została całkowicie przekształcona w szkołę wojskową i stała się znana jako Twerska Szkoła Kawalerii. Podczas I wojny światowej czas trwania szkolenia wahał się od czterech miesięcy do jednego roku, z dwiema klasami (młodszą i starszą) .
W latach 1904–1917 szkołę ukończyło ponad 1295 oficerów, z których około połowa została awansowana na pierwszy stopień oficerski podczas I wojny światowej. Łączna liczba osób przeszkolonych w szkole w ciągu 52 lat jej istnienia to około 3 tysiące.
Szkoła została rozwiązana na przełomie grudnia 1917 i stycznia 1918 .

## Komendanci
- 24.06.1865 – 18.11.1869 – pułkownik Konstantin von Stein;
- 11.04.1870 – 27.07.1875 – płk Wiktor Ertel;
- 27.07.1875 – __.5.1877 – płk baron Aleksandr Bilderling;
- 7.05.1877 – 22.10.1885 – płk Aleksandr Reinecke;
- 1.01.1886 – __.__.1891 – płk Fiodor Gerszelman;
- 12.06.1891 – 2.05.1895 – płk Nikołaj Wasilewski;
- 16.05.1895 – 9.04.1903 – płk (od 6.12.1902 – generał major) Nikołaj Kononow;
- 9.05.1903 – 9.12.1904 – płk Michaił Tiulin;
- 2.02.1905 – 24.02.1907 – płk Aleksandr Nowikow;
- 24.02.1907 – 14.09.1910 – płk Nikołaj Usow;
- 5.10.1910 – 9.11.1913 – gen. mjr baron Władimir Majdel;
- 10.01.1914 – __.1.1915 – gen. mjr Fiodor Abramow;
- 1917 – i dalej płk Dmitrij Kuczin.